# 박희광
박 희광(朴喜光, 1901년 2월 15일 ~ 1970년 1월 22일, 당시 활동명은 상만(相萬)으로 통의부 시절부터 예명을 사용)은 일제 강점기 시절, 통의부(대한통의부 소속으로 의열단, 판의단과도 협력) 소속으로 남만주 지역 무순, 봉천 지역에서 활동한 대표적인 무장 독립운동가로 친일파토벌대사건(滿鐵沿線一帶의 親日派討伐隊事件)과 군자금 모금 등으로 1925년7월26일 중국 광동청(關東廳) 지방법원, 대련지방법원 판결을 거쳐 사형을 선고를 받았으나 뤼순(旅順)감옥에서 형 집행 중 두 차례 감형되어 18년 간의 형기를 마치고 1943년3월 출소하였다. 3인조암살단(김광추, 김병현, 박희광)중 1인이다.

## 이력
무장 독립운동단체인 의용군 제5중대(義勇軍第五中隊), 대한통의부(大韓統義府)에서 단장 오동진, 중대장 김명봉(金鳴鳳), 김광추, 김병현 등과 활동하였다. 이후 임시정부와 함께 조직된 참의부(參議府)에도 가담하였으며 주요 활동으로는 만주에 있는  봉천(奉天, 지금의 선양) 총영사관 습격, 친일파 및 고관(高官) 암살, 임시정부와 독립운동단체의 군자금과 무기 조달, 만철연선 일본군경 기습 작전 등에 참가하였다. 1924년6월 남만주 무순, 봉천 지방에서 세상을 놀라게한 친일파토벌대사건(滿鐵沿線 一帶의 親日派討伐隊事件)을 계기로 김광추, 박상만, 김병현 이들 3명은 3인조암살단, 3장사, 친일파토벌대로 불리어졌다.

## 생애

### 출생과 성장

#### 출생과 유년기(1901~1913)
박희광의 고향은 경상북도 선산(현,경상북도 구미시 봉곡동)으로 밀양 박씨 경주 부윤 수홍공(慶州府尹 守弘公)의 10세 손이며, 항일 의병운동가인 윤하공의 다섯째 아들로 태어났다.
일제가 강제로 국권을 침탈한 1910년 한일병탄(倂呑) 이후 부친인 박윤하의 항일 의병 활동이 일본 경찰의 주목을 받게 되자 1912년4월 부친과 함께 만주 봉천성(중국 랴오닝성의 성도로 지금의 선양시, 펑톈(중국어: 奉天)은 선양의 옛 이름) 청원현으로 건너갔다.

#### 청소년기(1913~1919)
만주로 건너간 청소년기 시절, 봉천성(奉天省)에 있는 남성자학교를 졸업하였으며, 조선의 독립에 기여하겠다는 뜻을 품고 16세 되던 해인 1917년 만주 길림성[吉林省]에서 조직된 항일 무력독립운동단체인 통의부(대한통의부)에 자진 입대하였다.

### 항일 의거와 비밀 암살 대원으로의 활약

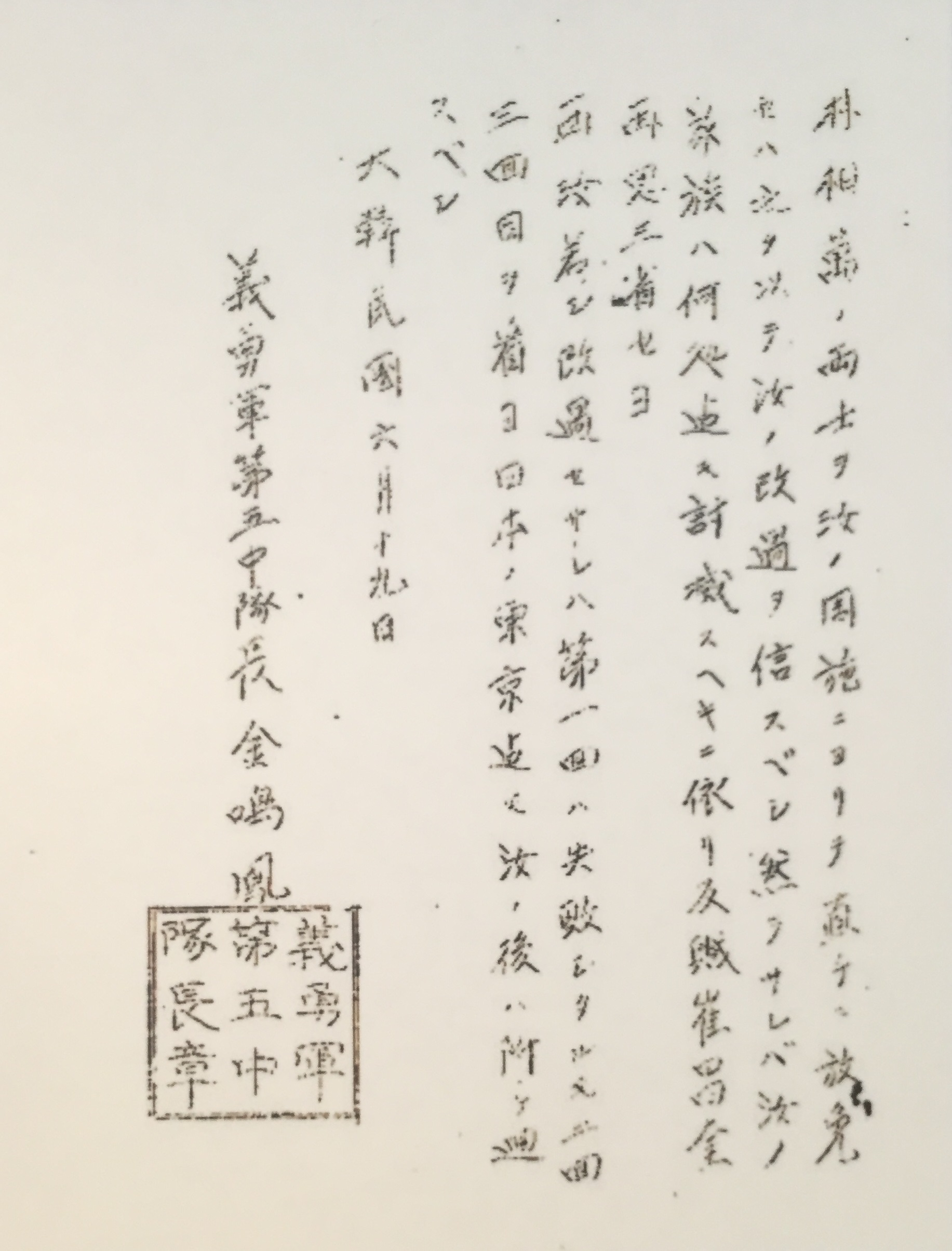
항일운동관련 의용군 제 5중대장이 작성한 박희광 자료, 일본 외무성 기록

#### 의열단 대한통의부 판의단 활동 (1919~1923)
박희광은 대한통의부에서 군사훈련을 마치고 의열단(義烈團)과 만철연선(滿鐵沿線)과 한만 국경 지대에 잠복하여 중국, 만주, 러시아 등지의 10여개 군사단체가 벌인 관동군(關東軍) 진로 봉쇄작전 등에 참여했다.
만주는 그 당시 국외로 망명한 독립투사들이 주로 활동하는 무대였으며, 통의부 계열 판의단에서는 하얼빈 의거에 참가한 우덕순과 함께 활동했었다. 박희광은 활동명으로 박상만(朴相萬)이라는 예명을 사용하였는데 당시 통의부, 의열단 등에서 활동하던 독립운동가들은 신분을 감추기 위해 예명을 사용하였다.

1922년 8월 대한통군부(大韓統軍府)가 확대 조직된 대한통의부(大韓統義府)에 가담하여 오동진, 조선의용군 제 5중대장 김명봉(金鳴鳳)과 함께 활동하였다. 통의부에서 주도한 친일파 암살 계획시 상해와 북경의 독립운동단체와 의열단(義烈團) 판의단(判義團)과 지속적으로 협력 한 것으로 밝혀졌다.

대한통의부(大韓統義府)는 서간도(남만주) 일대에서 결성된 단체로 민주공화국을 건설하려는 공화주의 서로군정서, 황실을 복원하려는 복벽주의 대한독립단, 공화주의 광복군사령부가 1922년 봄 남만통일회 대한통군부로 통합된 이후, 1922년 8월23일 환인현 마권자(馬圈子)에서 8단(團) 9회(會), 17개 단체 대표들이 모여서‘남만한족통일회의(일명 8단 9회)’를 개최, 각 단체의 명의를 취소한 후 남만한족통일회(8단9회) 대한통의부(大韓統義府, 통의부)로 단일화 하였다. 이때 공식적으로 사용할 군대의 명칭을 의용군(義勇軍)으로 결정했다.
1922년10월 서간도사건(신민회사건 또는 105인 사건(百五人事件)으로 불리어짐)이후 의군부, 참의부(임정산하), 정의부로 나눠졌다. 북만주에서는 대한독립군단 북로군정서와 대한독립구정서가 합쳐 신민부가 되었다.

#### 대한통의부, 참의부 활동(1923~1924)
3인조암살단(친일파토벌대)으로 활동하던 시기인 1923년, 공화주의와 복벽주의의 내부 갈등으로 흥경현 홍묘자(紅廟子) 방면에서 제 5중대장 김명봉(金鳴鳳)과 부대장 조태현(趙泰賢)이 피살되며 대한통의부, 조선의용군 1,2,3중대와 유격대, 독립소대가 통의부의 제5,6,7,8중대의 무기를 압수하는 무력갈등의 상황이 벌어졌다. 이 무력갈등을 계기로 박희광은 참의부에서 활동하였다.
참의부는 대한통의부(大韓統義府)가 이념문제로 통의부와 의군부(義軍府)로 분열되었을 때 중립적인 입장을 견지하던 통의부 의용군내 제1,2,3,5 중대가 1923년 8월 결성한 단체로 정식 명칭은 대한민국임시정부 육군주만참의부(陸軍駐滿參議府)이다.

만철연선의 친일파를 암살하라는 중대장 김명봉(金鳴鳳)의 지령을 받고 1924년 5월27일 통의부 지휘부가 있었던 흥경현(興京縣)에서 최성과 김광추가 지휘하는 두 조직으로 나눠졌다. 최성(崔聲)이 거느린 조직원은 개원(開原)지방으로 이동하였으며, 김광추, 김병현과 박희광(박상만)은 무순 봉천 방면으로 이동하였다.

##### 무순조선인민회(撫順朝鮮人民會) 정갑주 부자 총살(1924년 6월1일)
김광추, 김병현, 박희광은 중대장 김명봉(金鳴鳳)으로부터 정갑주, 최정규 등 친일파들을 죽이라는 지령을 받고 6월1일 무순에 도착하여 대남관동흥려관(大南關東興旅)이라는 중국인이 운영하는 여관에 투숙하였다. 대남관동흥려관(大南關東興旅)에서 신명구(申明球)등과 친일파 정갑주 암살을 모의 하였다. 당일 저녁 김광추는 흥려관에 머물고 김병현과 박희광은 최모(통의부 조직원)를 데리고 윤영기의 안내를 받아(추후 재판 과정에서는 박희광, 김병현은 윤영기를 살리고자 윤영기를 겁박하여 정갑주의 집을 안내를 받은 것으로 증언하였다) 중국 무순방면의 고등계 첩자이며 무순조선인민회(旅順朝鮮人民會)서기로 밀정이었던 친일파 정갑주(鄭甲周)가 있는 집에 도착였다. 잠을 자고 있던 정갑주를 깨워 이불을 덮고 정갑주 부자와 아내에게 륙혈포(6탄 리볼버 권총)를 쏴 정갑주와 아들은 현장에서 사살, 아내는 중상을 입혔다. 총살 후 인민회 문간에 사형 선고문을 붙였다. 김병현과 박희광은 재판에서 살해 동기를 묻는 말에 "정갑주는 독립운동을 하는 우리 동지를 일본군에 넘긴 일이 있다"라고 아주 쾌활한 어조로 서슴치 않고 묻는 말에 똑똑히 대답하였다고 한다.
이 사건으로 다음날 무순(撫順)시내가 발칵 뒤집히게 되었다.
 "정갑주, 조국을 배신한 첩자! 우리는 조선독립을 위해 싸우는 투사다. 너를 조국의 이름으로 처단하겠다"  1924년 6월 1일 여순 암살현장 사형선고문
(관동청 재판 과정에서 선고문 작성은 겁박에 의해 윤영기가 쓰고 부착은 동지인 최모가 한 것으로 증언함)

##### 봉천성 보민회 회원, 친일파 최정규 총살(1924년 6월7일)
3인조암살단은 6월1일 무순에서의 거사 이후, 6월4일 봉천성에 도착하였다.
봉천(奉天: 중국 심양(瀋陽))에서 이용구(李容九)와 함께 열성 일진회(一進會) 회원인 친일파 최정규(崔晶奎) (일본식 이름: 山本正夫, 1888년 음력 8월 25일 ~ 1940년 양력 8월 21일, 일제 강점기의 직업적 친일파로 만주 지역에서 밀정 단체를 운영했으며, 국권침탈에 앞장 섰던 인물로 다른 이름으로 최창규(崔昌圭)를 사용함)일가를 총살하려 하였으나 현장에서 최정규를 암살하는데 실패하였다. (추후 재판과정에서 거사에 앞서 의열단 판의단과도 연락을 하였다고 증언)
당시 여러 발의 총격이 있었으나 일가족이 이불 속에 뒤엉켜 최정규의 장모 이씨는 현장에서 즉사, 최정규의 처 허균은 총상으로 몇 일 뒤 사망하였다. 이때 최정규는 총성을 듣고 2층 책상 밑에 숨어 화를 피한 것으로 알려졌으며, 거사 후 김광추가 중국여관에서 작성한 사형 선고문을 대문에 붙였다.
남만주 일대에서 만주보민회를 조직해 무장 항일 세력 탄압, 상해 임시정부에 대한 정보 수집, 항일운동가 체포, 폭행, 살상하거나 일본에 넘긴 최정규는 직업적 친일파로 널리 알려졌었다.
3인조암살단은 최정규의 집 부근 전신주에 최정규를 암살한다는 내용과 의용군 제5중대 철도연선 토벌 감독 김광추, 박상만, 김병현의 이름을 날인한  글을 붙였다. 최정규의 살해 이유는 보민회를 조직하여 만주 각지에서 농사짓는 설량한 민족을 독립단이라는 이름을 사용하여 살해하고 못살게 한 이유라고 증언하였다.
1924년 6월 7일 봉천 일본총영사관(總領事館)을 습격하였으나, 폭탄 불발로 실패했다.

##### 군자금 모금과정에서 체포(1924년 6월7일 저녁)
당일 저녁 군자금 모금을 위해, 일본 고관들이 출입하는 조선 요리집 금정관(金井館)에서 군자금 삼백원을 받아 나오던 길에 중국관헌에 발각되어 박상만(朴相萬), 김병현(金炳賢)은 현장에서 체포되었다.
일본 경찰은 현장에서 증거물로 권총 세자루, 실탄 160발, 폭탄 한 개, 사형 선고문을 압수했다.
1924년은 미쓰야 협약이 체결되기전 시기이나 만주 군벌 세력은 실질적으로 일본 군경과 협력 관계를 맺고 있었다.
김광추(金光秋)는 현장에서 달아나 지역 조선인의 도움으로 은신하며 군자금을 모금 하던중 밀정(조선인 첩자)의 밀고로 6월15일 일본영사관경대에 포위되어 총격전을 벌이다 머리에 총에 맞아 현장에서 사망하였다.

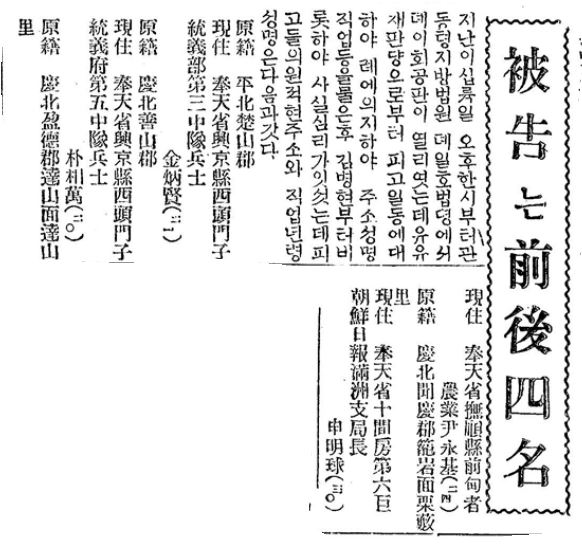
동아일보 1925년8월31일자 기사, 만철연선 일대의 친일파토벌대사건(滿鐵沿線一帶의 親日派討伐隊事件)으로 1925년8월26일 관동지방법원 제1호법정 제2회공판 피고 사실 심리 후 4인 인적사항

##### 박희광, 김병현 등 가담자 공판
박희광과 김병현은 13일 동안 중국 경찰에게 심문을 받고, 같은 달 17일 일본 영사관으로 인도되었다. 당시 조선일보 만주지국장 신명구(申明球)외 7~8인이 같이 검거되어 조사를 받았으며,  박희광, 김병현은 살인강도죄로 윤영기(尹永基)는 살인방조죄로 신명구는 살인교사죄으로 봉천영사관에서 예심을 마치고 8월19일 관동성 감옥 대련(大連) 분감으로 호송되어 되었다.
 피고인 4인 인적사항
原籍 平北楚山郡
現住 奉天省 興京縣西頭門子 統義部 第 三中隊 兵士 金炳賢(二一)
원적 평북초산군
현주 봉천성 흥경현서두문자 통의부 제 삼중대 병사 김병현(二一)

原籍 慶北善山郡
現住 奉天省興京縣西頭門子 統義府 第 五中隊 兵士 朴相萬(二○)
원적 경북선산군
현주 봉천성흥경현서두문자 통의부 제 오중대 병사 박상만(二○)

原籍 慶北盈德郡 達山面達山里
現住 奉天省撫順縣 前甸者 農業 尹永基(二四)
원적 경북영덕군 달산면달산리
현주 봉천성무순현 전전자 농업 윤영기(二四)

原籍 慶北聞慶郡 籠岩面 栗藪
現里住 奉天省十間房 第六巨 朝鮮日報 滿洲支局長 申明球(三○)
원적 경북문경군 롱암면 률수
현리주 봉천성십간방 제륙거 조선일보 만주지국장 신명구(三○)

체포된 박희광과 김병현은 혹독한 고문을 당하면서도 조직과 조직원의 활동상 등 비밀을 지켰냈다고 전해진다.
공범으로 체포된 7인 중 조직원 윤영기와 조선일보 만주지국장 신명구는 관동청 지방법원에서 윤영기는 살인방조범으로 신명구는 살인교사범으로 재판을 받았으나 윤영기는 김봉현과 박희광이 협박에 의해 끌려갔다고 증언하여 이후 증거 불충분으로 풀려났다.
관동청 지방법원 재판장“그날 저녁에 저긔 안즌 윤영긔는 길을 인도하야 그 집압헤까지 가서 밧게서 기다리고 최모는 문에서 파수를 보고 피고와 박상만은 방으로 드러가서 정갑주를 쏘아 죽엿는가?" 김병현 "윤영긔는 그때 가기는 갓섯지마는 아니 가면 죽이겟다고 위협을 하야 억지로 대리고 갓섯든것이오.”(당시 동아일보를 인용한것으로 표기법 현재와 다름)

공판 과정에서 박희광, 김병현, 김광추는 만주 길림성에서 민족주의 노선(路線)을 지향하는 항일비밀결사(抗日秘密結社) 단체인 의열단, 통의부 판의단과 거사에 앞서 지속적으로 협력하였다고 증언하였다.

1924년 7월26일(토)자 독립신문은 이들을 삼장사(三壯士)라고 표현했다. 아래는 ‘삼장사(三壯士)의 용감(勇敢)'이라는 제목의 독립신문 기사 내용이다.
 ‘김광추(金光秋) 김병현(金炳賢) 박상만(朴相萬`박희광의 예명) 삼장사(三壯士)가 백주(白晝)에 용감(勇敢)히 봉천신시가정정(奉天新市街錠町), 즉 왜경찰서접근(倭警察署接近)에 은복(隱伏)한 전 보민회 괴수(保民會魁首) 최정규(崔晶圭)의 가족을 토벌(討伐)했다.’

##### 스파이 배정자, 일진회장 암살시도
대련(大連)에서 활동시 이등박문(일본식이름: 이토 히로부미(伊藤博文))의 수양녀이자 '흑치마'라는 별명으로 독립운동가들의 체포를 위해 활동한
스파이 배정자(裵貞子, 일본식 이름: 田山貞子(다야마 사다코))를 암살 시도 하였으나 실패하였다. 3인조암살단의 암살 위협으로 배정자는 은퇴하는 계기가 되었다. 대표적인 친일단체인 일진회 회장 암살을 시도 하였으나, 부상만 입힌 채 암살에는 실패하였다.

#### 뤼순감옥 수감생활 (1924~1943)
박희광은 1924년 대련지방법원에서 1심에서 사형을 받았으나, 1927년 뤼순(旅順)고등법원에서 무기징역형이 감형되어 뤼순감옥에서 신채호와 함께 최 복역하였다. 신채호는 1936년2월21일 감옥에서 순국하고, 박희광은 일본천황(裕仁) 즉위와 황태자 출생 때 두 차례 감형되어 18년 간의 형기를 마치고 1943년 3월 출소하였다. 기록상 뤼순감옥 최장기수이다.

#### 김구 선생과의 만남과 이별 (1943~1949)

##### 김구 선생의 죽음으로 업적 묻힐 뻔
1943년 출옥 후, 대련에서 동지 이성갑, 유하도와 함께 중국 충칭으로 옮겨간 임시정부에 합류하기로 하였으나, 일본 경찰의 감시를 피해 다니다 1945년 만주에서 광복을 맞았다.
박희광은 경교장(별칭: 죽첨장(竹添莊))으로 백범(白凡) 김구(金九)선생을 찾아가 그간의 경과를 보고하였다. 김구는 그의 손을 잡은채 한 동안 눈물을 흘렸다고 한다. 김구는 그동안의 노고를 치하 하며, 대업을 위해 힘 써 달라고 한 뒤 위로금을 전달하고 대한민국의 정부 수립에 힘을 모아 달라고 했다. 박희광은 김구 선생과 그 측근들의 보호하는 일을 맡기도 하였다.
당시 독립운동은 사회주의계 독립운동가들과 민족주의계 독립운동가, 무정부주의자 등으로 분열된 이념 및 파벌 대립으로 인해 내부적 갈등이 많았다. 좌•우파의 갈등이 고조된 1943년에는 민혁당이 김구(金九) 암살을 모의하였으나 미수로 끝났다.

#### 말년기 (1949~1970)
1949년 6월, 김구는 경교장에서 안두희에게 갑작스런 총격을 당하면서 박희광을 포함하여 측근들은 흩어지거나 정치적인 희생양이 되었다. 이후 박희광은 김구를 암살한 배후를 피해 신분을 숨기고 고향인 경북 구미로 돌아와 문화 유씨(文化柳氏)를 맞아 44세의 만혼으로 가정을 꾸렸다. 귀향 초기 김구로부터 받은 위로금으로 대구시 칠성동(대구역 주변)에 정착하여, 양복점을 경영하며 짐수레(손수레) 10여 대와 설비를 구입하여 지역 고아들에게 나눠주며 이들이 국화빵과 아이스크림 등을 만들어 생활 할 수 있게 자립을 지원하였다. 경영하던 양복점의 방화사건과 옥중 고문 후유증으로 인한 건강악화가 겹쳐 힘든 생활을 겪어야 했다.
박희광의 업적은 예명을 사용것과 함께 판결문, 신문기사 등 객관적인 자료 부족으로 제대로 평가 받지 못하였다. 특히, 3인조암살단의 지휘관이었던 김광추처럼 현장에서 사망후 무연고자이거나, 의열단 단원처럼 예명을 사용한 경우, 암살과 같은 비밀작전은 객관적인 자료 확보가 쉽지 않아 증명하기 어려운 경우가 많았다. 독립운동을 한 일부는 옥살이로 인해 귀향후, 오히려 범죄자 취급을 받기도 하였으며, 경제적으로 어려운 경우가 많았다고 한다. 반면, 친일파와 그 후손들은 축척된 부와 그들만의 인적 네트워크로 기득권층에 있으며 자신들에게 유리한 방향으로 왜곡된 역사를 생산하기도 했다.
박희광은 1968년까지 그의 업적을 인정받지 못하다가 대한민국 정부의 노력과 중국 만주에 거주하는 조선인 후손의 대학교수, 국내 역사학자와 후손들의 노력으로 재판 기록이 쓰여진 동아일보와 독립신문이 기사, 일본 외무성자료 등 자료들이 모아지면서 인정받게 되었다.
정부에서는 그의 공훈을 기리기 위해 1968년 3월1일 3.1절 행사 때 건국훈장 독립장을 수여하였다.
그로부터 2년 뒤 1970년1월22일 71세의 일기로 서울 중앙보훈병원에서 타계 하였으며, 서울특별시 동작구 동작동 국립묘지 애국지사묘역에 안장되었다. 대한민국정부에서는 무명의 독립운동가들을 찾거나 이들의 업적을 기리기 위해 노력하고 있다.

## 상훈
- 1968년3월1일 대한민국 건국훈장 독립장

## 추모
박정희는 박희광의 업적을 기리기 위해 "애국지사 박희광선생지상(愛國志士朴喜光先生之像)"이라는 친필휘호와 지원금을 내렸으며, 1983년 구미문화원 추진위원회와 구미시, 각계 인사들의 힘으로 경북 구미시 금오산도립공원에 백운교 옆 자리에 동상(홍익대학교 최기원교수 제작)이 세워졌으며, 대구광역시 두류공원내에 조각 공원에 흉상이 세워졌다.

## 여순형무소(중국어:旅顺监狱 또는 뤼순형무소,뤼순감옥)에 수감된 독립운동가들

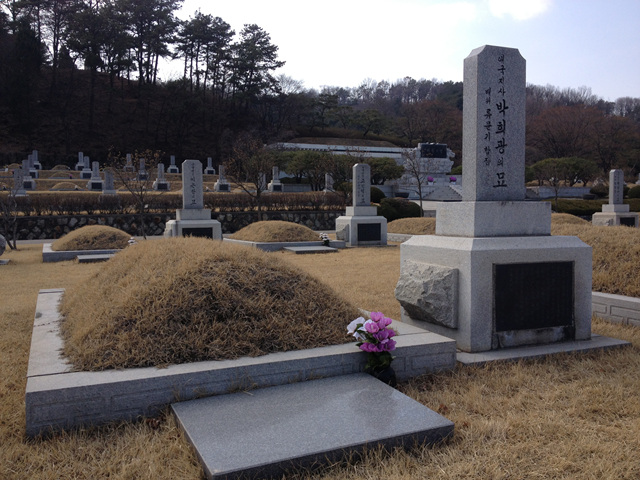
국립현충원 박희광선생의 묘소 (2)

- 국립현충원 박희광선생의 묘소 (2)안중근: 1910~1910, 사형을 선고받고 감옥에서 순국(사형)
- 신채호: 1928~1936, 감옥에서 뇌졸중과 동상, 영상실조, 고문 후유증 등의 합병증으로 순국
- 이회영: 1932~1932, 감옥에서 순국(고문으로 인한 옥사설과 교수형설이 있으나 정확하게 확인되지 않음)
- 박희광: 1924~1943, 사형을 선고받고 두차례 감형 끝에 최장기(18년) 복역 후 출소
- 김병현: 1926년 7월21일 감옥에서 순국(사형)
- 최흥식
- 유상근(류상근)
- 손기업
- 박민항
- 우덕순
- 조도선
- 유동하
- 황덕환: (黃德煥) 1928년 5월 대련법원에서 무기징역을 선고 받고 복역하다가 일본인 간수를 타살, 1929년 9월 사형 당하였다.

## 가족 관계
- 아버지 : 박윤하, 의병운동가, 일제가 작성한‘독립운동 자금모집사건’에 대한 첩보 자료에 김동삼과 함께 관련자로 거론 됨[13]
- 부인  : 유문기
  - 아들 : 박근용(광복회 대구수성구 지회장, 2021년6월 2021년 호국보훈의달 모범 국가보훈대상자로 선정 : 대통령상), 박정용(박희광선생 기념사업회 사무처장)[22], 박선용, 박수용
  - 딸   : 박정희
    - 손자 : 박정일, 박정훈, 박한얼, 박준호, 박규태, 박상언
    - 손녀 : 박소라

## 독립운동가, 그 후대의 비극

### 사회의 무관심과 가난의 대물림[23]
일제치하 독립운동을 한 독립운동가와 그들의 후손은 사회의 관심부족과 교육등의 부족으로 아직도 가난이 대물림되는 경우가 많다고 한다.
대한민국 임시정부의 국무령을 역임(1925~26)한 이상룡선생의 집안은 경북 안동에 살던 당대 최고의 명문가 집안으로 3대에 걸쳐 독립운동을 하여, 건국훈장을 포상한 인물이 9명이 되나, 정작 그 후손들은 보육원에서 중학교를 다녀야 하는 상황이었다고 한다.
2006년 6월말 국가 보훈처에서 발표한 조사자료에 따르면 총 5,834명의 독립 유공자 유족 중 학력이 중졸 이하인 유족이 3,259명으로 전체의 55.9%에 달하며, 직업이 없는 유족이 3,784명(64.9%)인 반면, 고정적인 수입이 있는 봉급 생활자는 804명(13.8%) 밖에 되지 않았다고 한다.

## 같이 보기
- 한국의 독립운동
- 상해임시정부
- 김구(金九)(호: 백범, 白凡)
- 신채호
- 독립운동가
- 김원봉
- 오동진
- 김병현(金炳賢) 통의부 5중대
- 김명봉(金鳴鳳): 통의부 5중대 중대장
- 김광추 통의부 5중대 지휘관
- 신명구(申明球): 1924년 조선일보 만주지국장, 기자로 만주에서 독립운동관련 기사 취재 및 보도, 독립운동단체의 가교 역할
- 윤영기(尹永基): 친일파토벌대사건 등 친일파 암살시 현지 안내 역할
- 최정규
- 이용규
- 배정자
- 박정희
- 박윤하
- 우덕순
- 최모
- 대한통의부
- 통의부
- 의열단
- 참의부
- 판의단
- 무순조선인민회
- 보민회
- 3인조암살단
- 친일파토벌대

## 박희광을 연기한 배우 및 작가

### 웹튠, 연극, 영화 외
- 황윤동, 김인경 - 2022년 7월22일~23일  밀정《원작: 삼장사의 용감》주최:경북문화재단, 경상북도와 경북문화재단<2022지역문화예술창작지원사업>으로 진행
- 황윤동, 위유정 - 2022  《삼장사三壯士의 용감勇敢》(사)문화창작집단 공터다(대표 황윤동) 제33회 경북연극제 최우수극단상 수상
- 럭키나인 - 2021년 - 《항거의 불꽃으로 살다간 영웅 - 박희광|송곳니(독립운동가 100인 만화 프로젝트) - 박희광》 EBS TOON, 웹튠
- 현동헌, 원경식 - 2021년 《항거의 불꽃으로 살다간 영웅 - 박희광|삼장사의 용감 - 박희광》 연극
- 현동헌 - 2020년 - 《항거의 불꽃으로 살다간 영웅 - 박희광》 뮤지컬
- 홍상용 - 2012년 - 《박희광 의사, 그 남자의 자서전-바람으로 살다 간 한 남자의 이야기》 연극

출처 : 매일일보(http://www.m-i.kr)
출처 : 매일일보(http://www.m-i.kr)》 연극'삼장사의 용감

## 참고 자료
- 대한민국독립유공인물록(大韓民國獨立有功人物錄)(국가보훈처, 1997) 307쪽
- 대한민국독립운동공훈사(大韓民國獨立運動功勳史)(김후경, 광복출판사, 1983) 973쪽
- 독립운동사자료집 14(독립운동사편찬위원회, 1978) 761쪽
- 동아일보(東亞日報) 1924년 9월 1일자 공판
- 독립신문(獨立新聞) 1924년 7월26일자
- 한국독립사(김승학) 하권 155면
- 동아일보(東亞日報) 1925년 8월31, 9월1~8일자 만철연선일대의 친일파대토벌대사건(공판기록 기획기사)
- 개정판 서박사 육군 여군부사관 한방에 끝내기 2017(서영학, 2017) 127쪽
- 중앙일보 1968년 2월20일자 광복 반평생, 건국훈장받는 103명의 얼굴 종합 6면